# Cyperus unifolius
Cyperus unifolius är en halvgräsart som beskrevs av Johann Otto Boeckeler. Cyperus unifolius ingår i släktet papyrusar, och familjen halvgräs. Inga underarter finns listade i Catalogue of Life.